# Jiří Kacetl
Jiří Kacetl (* 29. ledna 1976 Moravský Krumlov) je český historik, zabývající se regionálními dějinami jihozápadní Moravy. Pracoval v Jihomoravském muzeu ve Znojmě (2008–2020). Věnuje se také profesionálnímu překladatelství a aktivní práci ve veřejném životě a místní politice.

## Život
Jiří Kacetl je pravnuk velkomeziříčského gymnaziálního ředitele Františka Cvetlera. Po studiu na gymnáziu v Moravském Krumlově a ve Znojmě (1990–1994) absolvoval magisterský dvouobor anglistika/amerikanistika – historie na Filozofické fakultě Palackého univerzity v Olomouci a na Filozofické fakultě Karlovy univerzity v Praze (1995–2001). V roce 2005 na pražské fakultě úspěšně složil státní rigorózní zkoušku a byl promován doktorem filozofie. Vyučoval na Gymnáziu a Střední pedagogické škole ve Znojmě (2003–2008).
V letech 2006–2010 vykonával neuvolněnou funkci člena Rady města Znojma za ODS.
Od vystoupení z ODS v září 2012 sympatizoval s politickým hnutím Starostové a nezávislí, v letech 2018–2024 byl členem Moravského zemského hnutí.[zdroj?] Je předsedou politického klubu Pro Znojmo, zakládajícím členem Spolku pro veřejnou dopravu na jihozápadní Moravě a aktivním členem Okrašlovacího spolku ve Znojmě.
Post zastupitele Znojma obhájil ve volbách 2014, kdy vedl kandidátní listinu Pro Znojmo. Ta získala 8,5 % hlasů a Kacetl byl zvolen jedním z jejích třech zastupitelů. Po volbách začal Kacetl za Pro Znojmo vyjednávat koalici 5 stran (ANO 2011, ODS, KDU-ČSL, Pro Znojmo a Změna Znojmo) proti vítězné ČSSD. Jednání ale nakonec selhala a ve Znojmě vznikla koalice ČSSD s ANO 2011 a s podporou KSČM.
V roce 2016 se rozhodl kandidovat v říjnových krajských volbách na 8. místě kandidátky "Starostové pro jižní Moravu". Ač dostal čtvrtý nejvyšší součet hlasů na kandidátní listině, zastupitelský post nezískal. Od ledna 2017 do září 2020 byl místopředsedou komise pro kulturu a památkovou péči Rady Jihomoravského kraje.
Zastupitelem Znojma byl potvrzen i ve volbách 2018, kde kandidátka Pro Znojmo získala 14 % hlasů a pět křesel v zastupitelstvu.
Ve volbách do Evropského parlamentu v květnu 2019 kandidoval na 3. místě kandidátky Moravského zemského hnutí, ale zvolen nebyl. V krajských volbách, které proběhly v říjnu 2020 kandidoval za Moravské zemské hnutí na 6. místě v koaliční kandidátce Spolu pro Moravu, kterou tvoří mimo Moravské zemské hnutí i TOP 09, Zelení, Idealisté a Liberálně-ekologická strana, ale neuspěl. V listopadu 2020 byl nicméně zvolen členem výboru pro meziregionální vztahy Zastupitelstva Jihomoravského kraje.
Při koronavirové krizi byl jedním ze znojemských zastupitelů, kteří podepsali dopis ministru Hamáčkovi, ve kterém požadovali otevření moravsko-dolnorakouské hranice. Byl též spoluorganizátorem jiných akcí, kterými chtěl ukázat zbytečnost vládních opatření na omezení pohybu přes hranice.
K 31. říjnu 2020 byl z Jihomoravského muzea ve Znojmě propuštěn. Oficiální zdůvodnění ředitelky muzea znělo, že se tak stalo v rámci snah o vyšší efektivitu práce a úsporu a pro nadbytečnost. Existuje však vážné podezření, že Jiří Kacetl byl propuštěn z důvodu politického tlaku vládních stran. Znojemští občané zorganizovali na jeho podporu petici. Kacetla ve sporu podporují i přední moravští historici, jako např. prof. Martin Wihoda.
V rámci své odborné historické práce mapoval od roku 2014 do roku 2018 každodennost na Znojemsku během první světové války ve světle velkých událostí v Evropě a na jejích bojištích. Výsledky výzkumu zveřejňoval v retrospektivním denním kalendáři na facebookové stránce. Redakční přípravu výsledků této práce pro knižní vydání však přerušila výpověď z muzea.
Zastupitelem Znojma byl potvrzen i ve volbách 2022, kde kandidátka Pro Znojmo získala 8,6 % hlasů a tři křesla v zastupitelstvu.
V červenci 2023 mu byla za přínos k popularizaci regionální historie jižní Moravy udělena Jihomoravská kulturní cena (Südmährischer Kulturpreis) 2023, kterou každoročně uděluje Svaz Jihomoravanů (Südmährerbund) v Německu ve spolupráci se svým partnerským městem Geislingen an der Steige ve Virtembersku (Švábsku).
V srpnu 2024 se, po obměně vedení města Znojma, stal jedním z místostarostů. Ve stejné době vyšla dosud největší Kacetlova knižní monografie k dějinám Znojma, která poměrně detailním způsobem popisuje reálie, události a osobnosti ve městě v 2. polovině 19. století.

## Publikace (výběr)
- Znojmo – perla jižní Moravy. Kronika a vzpomínky na Znojmo za vlády císaře Františka Josefa Prvního. Část I. 1850–1900. Vyd. 1. Znojmo: Okrašlovací spolek ve Znojmě, 2024. 408 s. ISBN 978-80-907979-2-5
- Znojemská nemocnice na Vídeňce. Vyd. 1. Znojmo: Okrašlovací spolek ve Znojmě, 2020. 140 s. ISBN 978-80-907979-0-1
- Hradiště svatého Hippolyta naproti Znojmu. Vyd. 1. Znojmo: Římskokatolická farnost Znojmo-Hradiště, 2020. 48 s. ISBN 978-80-87028-17-9.
- Znaim / Znojmo 1809. Vyd. 1. Znojmo: Jihomoravské muzeum ve Znojmě, 2019. 32 s. ISBN 978-80-86974-29-3.
- 150 let Státní dráhy z Brna přes Moravský Krumlov do Vídně a Znojma. Železniční trať Střelice - Moravský Krumlov - Hrušovany n/J - Laa a/T - Wien-Stadlau s odbočkami do Znojma a do Oslavan. Vyd. 1. Moravský Krumlov: Městské muzeum Moravský Krumlov, 2016. 60 s. ISBN 978-80-260-9380-0.
- Hrady a zámky moravsko-rakouského Podyjí slovem / Burgen und Schlösser des österreichisch-mährischen Thayatals in Wort. Vyd. 1. Znojmo: Jihomoravské muzeum ve Znojmě ve spolupráci s Městským muzeem v Recu, 2013. 80 s. ISBN 978-80-86974-12-5.
- Die Prager Straße. Vyd. 1. Schleinbach (AT): Edition Winkler-Hermaden, 2013. 124 s. ISBN 978-3-9503378-5-3.
- 140 let Severozápadní dráhy. Minulost a budoucnost nejkratšího dopravního spojení Vídně a Berlína / 140 Jahre der Nordwestbahn. Vergangenheit und Zukunft der kürzesten Verkehrsverbindung Wien - Berlin. Vyd. 1. Znojmo: Jihomoravské muzeum ve Znojmě ve spolupráci s Městským muzeem v Holabrunu, 2013. 52 s. ISBN 978-80-86974-11-8.
- Kronika Hradiště u Znojma. Vyd. 1. Znojmo: Okrašlovací spolek ve Znojmě ve spolupráci s Jihomoravským muzeem ve Znojmě, 2011. 245 s., 8 s. obr. příl. Edice Opera Znoymensia; sv. 5. ISBN 978-80-86974-08-8.
- Cornštejn – podyjská pevnost. Vyd. 1. Znojmo: Jihomoravské muzeum ve Znojmě, 2011. 40 s. ISBN 978-80-86974-06-4.
- Jan, Libor - Kacetl, Jiří (eds.): Pocta králi. K 730. výročí smrti českého krále, rakouského vévody a moravského markraběte Přemysla Otakara II. Vyd. 1. Brno a Znojmo: Matice moravská pro projekt Pocta králi železnému a zlatému 2008, Výzkumné středisko pro dějiny střední Evropy: prameny, země, kultura, 2010. 263 s. ISBN 978-80-86488-67-7.